# 에게르 미나레트

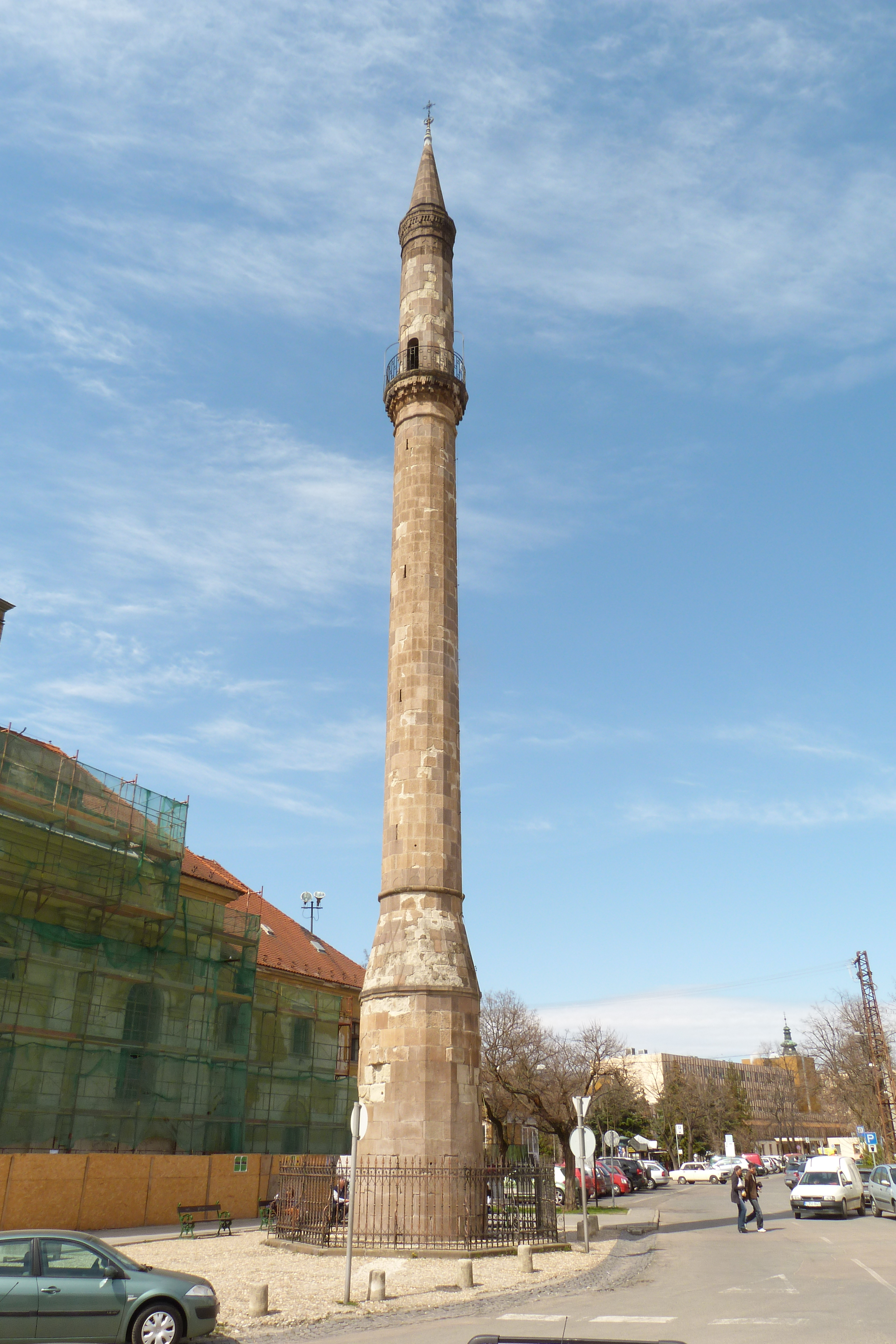
에게르 미나레트

에게르 미나레트(헝가리어: Egri minaret)는 헝가리 헤베시주 에게르에 있는 미나레트다. 오스만 시대의 미나레트로, 유럽에서 오스만 통치 시절에 남은 가장 북쪽의 미나레트 중 하나다. 이 미나렛은 높이가 40미터(131피트)이고 붉은 사암으로 지어졌다. 17세기 초에 케투다 모스크의 일부로 지어졌으며 무슬림 예배에 사용되었다. 모스크는 더 이상 존재하지 않지만 미나레트는 헝가리의 보존 기념물이자 에게르의 주요 관광 명소로 남아 있다. 내부의 나선형 계단에는 98개의 계단이 있으며, 지상에서 26미터 높이의 발코니로 이어져 에게르 시내의 독특한 전망을 제공한다.
에게르 미나레트는 헝가리에 남아있는 3개의 오스만 시대 미나레트 중 하나다. 이 미나레트는 3개 중 가장 높고 가장 잘 보존되어 있다. 다른 두 미나렛은 에르드 미나레트와 야코발리 하산 파샤 모스크의 미나레트다. 2016년, 에게르에 거주하는 터키계 무슬림 주민이 327년 만에 미나레트의 발코니에서 무슬림 기도를 드릴 수 있는 허가를 받았다.